# 暗闇にベルが鳴る
『暗闇にベルが鳴る』（くらやみにベルがなる 原題：Black Christmas）は、1974年制作のカナダのサスペンス・スリラー映画。
アメリカ合衆国やカナダでは非常に有名な都市伝説「ベビーシッターと2階の男」がモチーフとなっている。

## あらすじ
とある女子学生寮でクリスマス・パーティーが行なわれていたが、その最中に奇妙な電話がかかってくる。これが惨劇の幕開けとなった。パーティーを中座して部屋に戻ったクレアが、部屋に潜んでいた何者かに殺されてしまう。
一方、ジェスは、交際していた音大生ピーターの子供を身ごもった事を知り、中絶する事をピーターに告げるが、彼はそれに猛反対し、捨て台詞を残して去っていった。
その後、事件を捜査するフラー警部に協力して不審な電話に応対する事になったジェスは、その声に慄然とした。さらに逆探知の結果、その電話はなんと寮の中からかかってきていた。その頃、寮の2階の部屋では学生が次々と何者かに殺されていた。

## キャスト
| 役名                     | 俳優                   | 日本語吹替   | 日本語吹替   |
| 役名                     | 俳優                   | テレビ朝日版 | フジテレビ版 |
| ------------------------ | ---------------------- | ------------ | ------------ |
| ジェス・ブラッドフォード | オリヴィア・ハッセー   | 田中真理     | 岡本茉利     |
| ピーター                 | キア・デュリア         | 志垣太郎     | 堀勝之祐     |
| バーバラ“バーブ”         | マーゴット・キダー     |              | 弥永和子     |
| フラー警部               | ジョン・サクソン       | 内海賢二     | 小林修       |
| フィリス“フィル”         | アンドレア・マーティン |              | 幸田直子     |
| ハリスン                 | ジェームズ・エドモンド |              | 杉田俊也     |
| ナッシュ巡査部長         | ダグラス・マッグラス   |              | 徳丸完       |
| マクヘンリー寮長         | マリアン・ウォルドマン |              | 中村紀子子   |
| クリス                   | アート・ヒンドル       |              | 沢木郁也     |
| クレア                   | リン・グリフィン       |              | 川浪葉子     |
| グラハム                 | レスリー・カールソン   |              | 飯塚昭三     |
| ビリー                   | ボブ・クラーク         |              |              |
| ビリーの声               | ニック・マンキューゾ   |              |              |

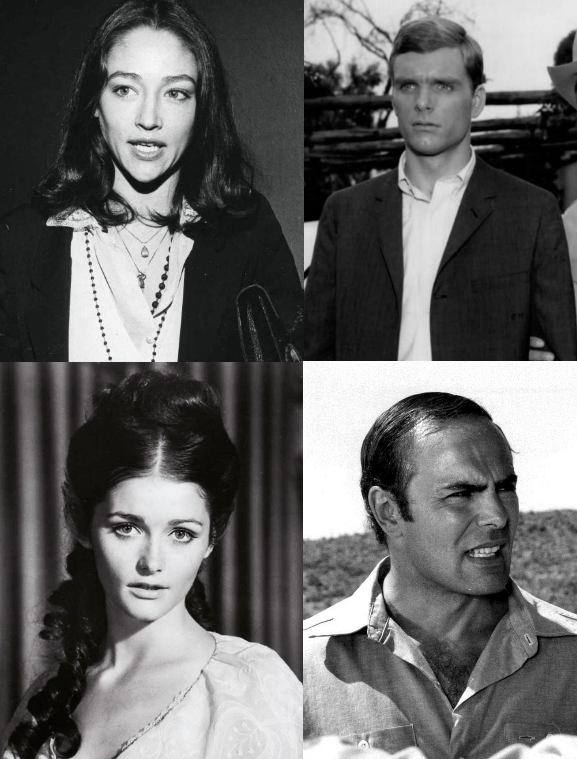
左上から時計回りにオリヴィア・ハッセー、キア・デュリア、ジョン・サクソン、マーゴット・キダー

- テレビ朝日版：初放送1978年12月24日 『日曜洋画劇場』
- フジテレビ版：初放送1982年12月19日 『ゴールデン洋画劇場』※BD収録

演出：春日正伸、翻訳：山田小枝子、製作：ザック・プロモーション

## 日本語字幕
清水俊二（劇場公開版、ジェネオン版DVD）、落合寿和（ハピネット版DVD）

## リメイク
2006年、オリジナル版の監督ボブ・クラークが製作総指揮を務め、グレン・モーガンが監督したリメイク版が制作された（Black Christmas (2006 film)）。邦題は『ファイナルデッドコール 暗闇にベルが鳴る』。
2019年、二度目のリメイクが公開。邦題は『ブラック・クリスマス』。

## 関連作品
- 夕暮れにベルが鳴る（1979年） - 同じ都市伝説をモチーフに制作された映画。
- 新・夕暮れにベルが鳴る（1993年） - 上記「夕暮れにベルが鳴る」の続編
- ストレンジャー・コール - 上記「夕暮れにベルが鳴る」のリメイク。
- 夕闇にベルが鳴る（2006年） - 同じ都市伝説をモチーフに制作された映画。